# Lothar Rübelt
Lothar Rübelt (8. April 1901 in Wien, Österreich-Ungarn – 4. August 1990 in Reifnitz (Gemeinde Maria Wörth)) war ein österreichischer Sport- und Pressefotograf. Außerdem arbeitete Rübelt wiederholt als Standfotograf. So u. a. beim bekannten Skifilm Der weiße Rausch (1930) und beim ersten Tiroler Nachkriegsfilm Wintermelodie (1946).

## Leben und Werk

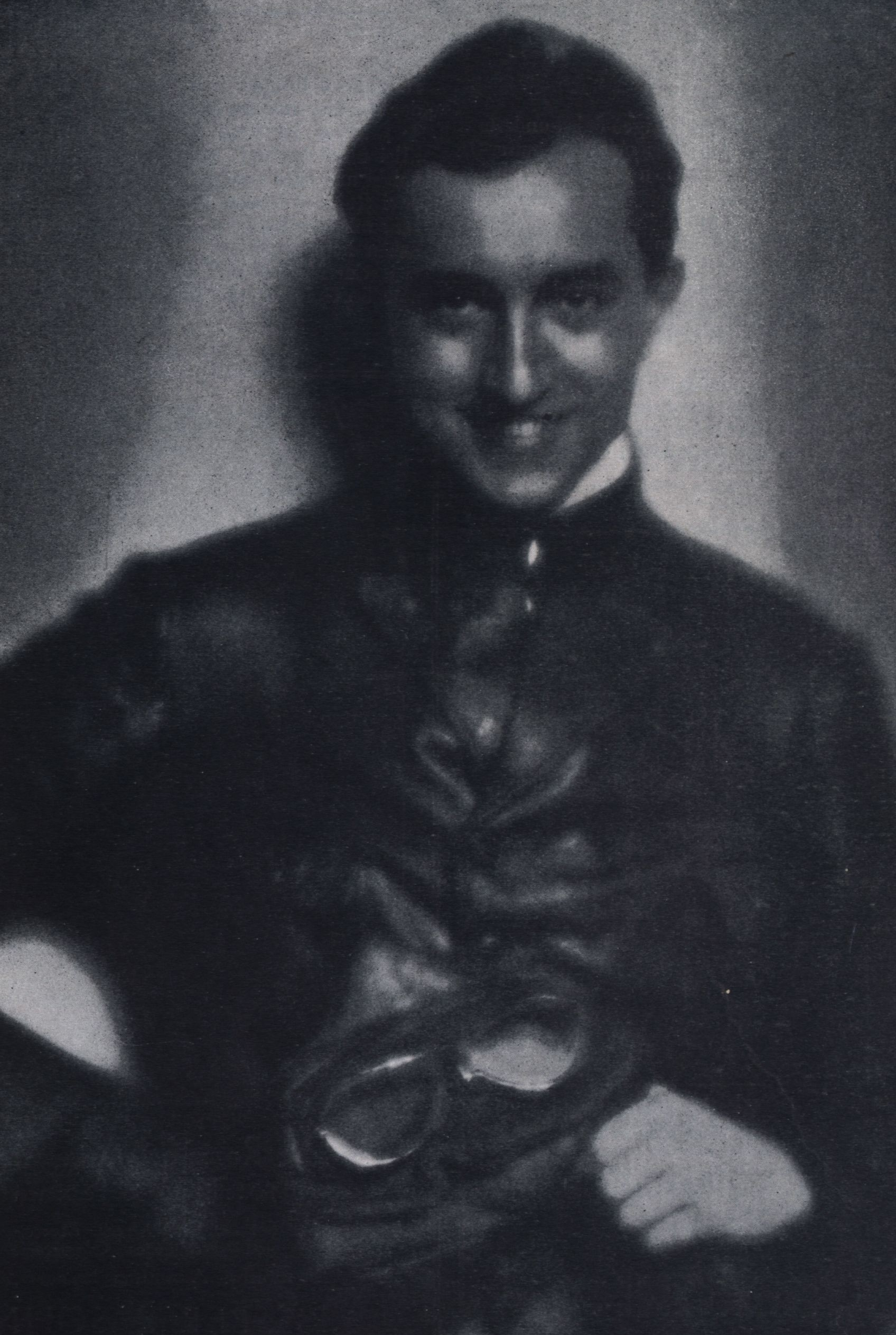
Eine Aufnahme des Motorradfahrers aus 1929

Lothar Heinrich Maria Rübelt war der uneheliche Sohn der in Reichshoffen geborenen Maria Rübelt (1873–1959) und des Bankbeamten und bedeutenden Kunstsammlers Dr. Heinrich Maurer von Cronegg (1863–1936). Rübelt wurde 1933 von seinem Vater als Sohn legitimiert und 1935 als Universalerbe eingesetzt. Der erfolgreiche Sportler, 1920 als Kurzstreckenläufer Mitglied des österreichischen Olympiateams, wandte sich so wie sein jüngerer Bruder Ekkehard(t) (1902–1926) dem Photojournalismus zu. Die beiden produzierten 1926 (Reise- und Drehzeit 18. Juli 1926 bis 10. September 1926) einen erfolgreichen Dolomitenfilm Mit dem Motorrad über die Wolken, uraufgeführt am 31. Jänner 1927 im Wiener Flottenkino. Ekkehard(t), erfolgreicher Leichtathlet im Wiener AC, erlitt am 4. November 1926 (in der Kahlenberger Straße) unverschuldet einen Motorradunfall und erlag eine Woche später seinen Verletzungen. Nach dem Tod seines Bruders gab Lothar sein Studium an der Technischen Hochschule Wien sowie das Filmen auf und führte die Agentur Photo-Rübelt alleine weiter.
1932 fotografierte Rübelt auf dem Gauparteitag der NSDAP in Wien.
Im Jahr 1935 fotografierte er beispielsweise den Schriftsteller Martin Luserke auf dessen Dichterschiff, dem Blazer Krake (ex ZK 14), für die illustrierte Mode-Zeitschrift Die Dame. 1936 fotografierte der NS-Sympathisant für die Berliner Illustrirte Zeitung die Olympischen Sommerspiele. 1938–39 dokumentierte er den Anschluss, die Sudetenkrise und den Überfall auf Polen. Der Beitritt in die NSDAP blieb ihm verwehrt, denn ein Urgroßelternteil Rübelts war »jüdisch«.
Rübelt war an der Arisierung des Wollzeile-Kinos in Wien beteiligt. Er war eng befreundet mit Otto Wächter, einem der ranghöchsten österreichischen Nationalsozialisten. 1929 unterstützte Wächter Rübelt in einem Urheberrechtsprozess gegen Karl Kraus.
Nach Kriegsende hielt er den Kontakt mit dem flüchtigen Wächter aufrecht, der als Kriegsverbrecher und Massenmörder gesucht wurde. Rübelt wandte er sich wieder der Sportberichterstattung zu und berichtete von den Olympischen Spielen 1952 bis 1964. Er fotografierte für die Fremdenverkehrswerbung und hielt zwischen 1952 und 1960 Lichtbildvorträge in Österreich, der Bundesrepublik Deutschland und der Schweiz. Rübelt erhielt den Preis der Stadt Wien für Bildende Kunst, Sparte Angewandte Kunst, für 1985. Er wurde am Friedhof der Feuerhalle Simmering bestattet (Abt. ML, Gruppe 135, Nr. 2). Das Grab ist bereits aufgelassen.

## Rezeption
Der Zeitgeschichtler Gerhard Jagschitz publizierte Ende der 1970er Jahre einen Band mit Photographien der Zwischenkriegszeit in Österreich. Der Kunsthistoriker Walter Koschatzky (1921–2003) und der Ausstellungsmacher Christian Michelides präsentierten zur Jahreswende 1985/86 die Arbeiten Rübelts in einer Sonderausstellung der Albertina. Es handelte sich um die erste Photographie-Ausstellung dieser traditionsreichen graphischen Sammlung überhaupt. Dazu erschien ein Katalog, Das Geheimnis des Moments (siehe Literatur).

## Veröffentlichungen
- Die wahrhaftige Photographie. In: Das deutsche Lichtbild, 1938, S. 147–157.
- Sportfotografie gestern und morgen. In: Das deutsche Lichtbild, 1957, S. 17–22.
- Foto-Treffer im Schnee, mit der Leica zum Wintersport. Umschau-Verlag, Frankfurt a. M. 1958.
- Österreich zwischen den Kriegen. Zeitdokumente eines Photopioniers der 20er und 30er Jahre. Molden, Wien u. a. 1979, ISBN 3-217-00367-5.

- Sport, die wichtigste Nebensache der Welt: Dokumente eines Pioniers der Sportphotographie, 1919–1939. Molden, Wien 1980.